# Komisja Grobów Wojennych Wspólnoty Narodów
Komisja Grobów Wojennych Wspólnoty Narodów (ang. Commonwealth War Graves Commission, CWGC), do 1960 jako Komisja Grobów Wojennych Imperium Brytyjskiego (Imperial War Graves Commission) – międzynarodowa organizacja rządowa, której podstawowym statutowym zadaniem jest upamiętnianie cywili oraz żołnierzy z państw ze współczesnej Wspólnoty Narodów, poległych w trakcie I oraz II wojny światowej (tj. w okresach: 3 sierpnia 1914 – 31 sierpnia 1921 oraz 3 września 1939 – 31 grudnia 1947). W roku 2019 ma sześciu członków: Wielką Brytanię, Kanadę, Australię, Nową Zelandię, Południową Afrykę oraz Indie.

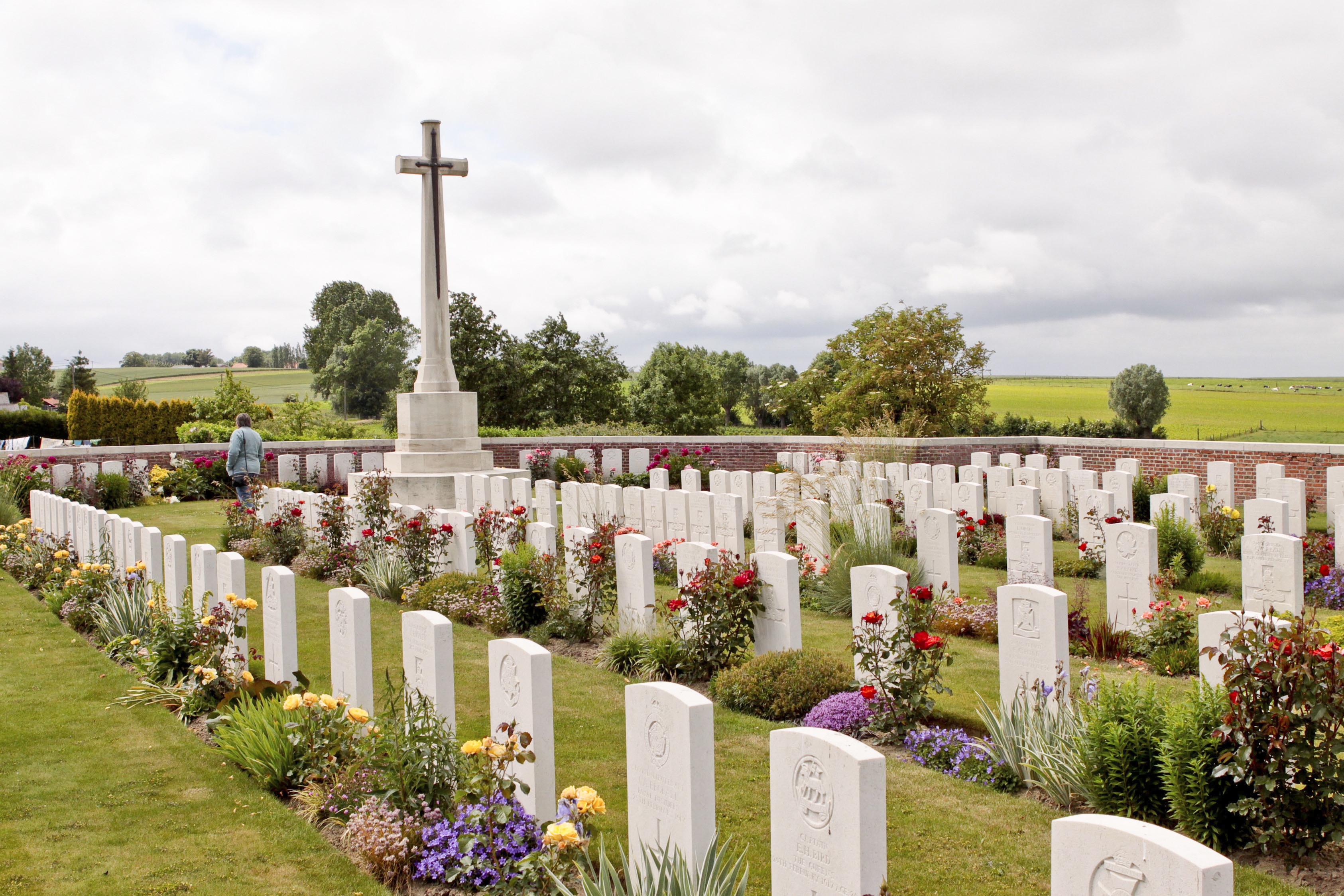
Cmentarz wojenny założony przez Komisję w Heuvelland w Belgii, gdzie pochowano poległych w bitwach pod Ypres (I wojna światowa). Na fotografii widoczny Krzyż Ofiarności górujący nad nagrobkami o jednolitym wyglądzie

Została założona w 1914 z prywatnej inicjatywy Fabiana Ware’a jako organizacja pozarządowa w ramach Czerwonego Krzyża. Zajmowała się ona wówczas jedynie prowadzeniem rejestru pochówków. W marcu 1915 organizacja została włączona do struktury armii brytyjskiej. 21 maja 1917 została formalnie ustanowiona jako odrębna od armii, rządowa organizacja o zadaniach zbliżonych do teraźniejszych. Funkcjonowała wówczas jako Komisja Grobów Wojennych Imperium Brytyjskiego. W 1960 nazwę zmieniono na obecną. Organizacja nigdy nie była częścią Wspólnoty Narodów, choć ściśle ze sobą współpracują.
Komisja sprawuje opiekę nad ok. 23 tys. cmentarzami (z czego sama założyła ok. 2,5 tys.) w 153 krajach, na których spoczywa ok. 1,7 mln zmarłych, będących obywatelami krajów należących do Wspólnoty Narodów. Ponadto opiekuje się ok. 65 tys. grobów osób o innej przynależności państwowej. Oprócz opieki nad cmentarzami organizacja wznosi pomniki oraz prowadzi działalność naukową i edukacyjną.
W Polsce Komisja opiekuje się grobami 1289 osób, pochowanych na pięciu cmentarzach znajdujących się: w Krakowie (na cmentarzu Rakowickim), w Poznaniu (na tamtejszym Cmentarzu Wojennym Wspólnoty Brytyjskiej), w Malborku, w Lidzbarku Warmińskim oraz w Popielowie k. Opola.
Upamiętnienie zmarłych jest czynione przez Komisję wedle jednolitej estetyki we wszystkich miejscach pamięci. Stałym elementem cmentarzy jest tzw. Krzyż Ofiarności (ang. Cross of Sacrifice), oraz ustawione w rzędach pionowe kamienne nagrobki jasnej barwy z imiennym oznaczeniem zmarłego. Na większych nekropoliach (mających powyżej tysiąca grobów) umiejscawiany jest dodatkowo tzw. Kamień Pamięci (ang. Stone of Remembrance) będący formą pomnika. Projektantami miejsc pamięci byli architekci Reginald Blomfield, Herbert Baker oraz Edwin Lutyens. Inskrypcje zostały określone przez pisarza Rudyarda Kiplinga.